# 2016년 다카 인질극
2016년 다카 인질극은 2016년 7월 1일 오후 9시 20분에 9명 가량의 무장 괴한들이 방글라데시 다카의 부유층 지역인 굴샨의 '홀리 아티잔 베이커리'라는 레스토랑에서 인질을 잡고 총격전을 벌인 사건이다. 무장 괴한들은 총기 발사 뿐만 아니라 급조폭발물도 터뜨린 것으로 알려지며, 30여명의 인질을 붙잡고 경찰과 총격전을 벌이는 와중에 최소 4명의 경찰관이 사망하였다. 괴한들은 공격 중에 이슬람교의 구호인 알라후 아크바르를 반복해서 외쳤다고 전해진다.
IS는 연계 매체인 아마크 통신을 통해 이번 다카 인질극은 자신들의 소행이라고 주장했으며, 24명을 죽였다고 밝히고 숨진 희생자들의 시신 사진을 공개하였다. 2015년 IS의 건국일인 6월 29일 전후로 프랑스 생캉탱팔라비에 공격, 튀니지 수스 테러, 쿠웨이트 모스크 폭탄 테러 등이 연쇄적으로 발생했던 것을 비추어 볼 때, 2016년 같은 시기에 일어난 터키 아타튀르크 공항 테러와 방글라데시 다카 인질극이 IS의 건국을 기념하기 위한 동시다발 테러일 가능성이 대두되었다.

## 공격과 구출
공격은 현지 시간으로 약 21시 20분에 시작되었다. 일곱 명의 공격자가 폭탄과 총기로 무장하고 레스토랑에 들어왔고, 그 중 한 명은 도검을 가지고 있었다. 공격자들은 인질을 잡기 전에 총기를 쏘고, 폭탄을 터뜨렸다. 경찰과 총격전을 벌여 경찰 몇 명에게 부상을 입혔으며, 그중 2명은 후에 사망하였다. 경찰은 레스토랑 주변을 봉쇄하고 구출 계획을 세웠다.
방글라데시 육군, 해군, 공군, 국경수비대, 경찰, 긴급 행동 대대로 구성된 구조대와 방글라데시 합동군이 현지 시간 7시 40분에 구출 작전을 시작하였고, 13명의 인질이 구출되었다. 공격자 6명은 구조대의 총격으로 사살되었고, 1명은 생포되었다.

## 사망자
나임 아슈파크 초우드리 방글라데시군 준장은 2일 오후 기자회견에서 "인질로 잡혔던 민간인 희생자 20명의 시신을 수습했다"고 밝혔다. 초우드리 준장은 희생자의 구체적 국적을 밝히지 않았으나, 각국 정부에서 자체적으로 파악 집계한 사망자 수는 다음과 같다.
이번 사건으로 사망한 일본인은 총 7명이며, 각각 남자 5명, 여자 2명으로 파악됐다. 이들은 JICA와 협력해온 알멕 VPI, 오리엔탈 컨설턴트 글로벌, 가타히라 엔지니어링 인터내셔널 등 일본 건설 컨설턴트 업체에 소속되어 있었다. 모두 건축 설계, 철도, 교통 등 분야의 전문 기술자들로 나이는 20∼80대로 다양했다.
한때 AP 통신과 인도 언론에서 인도 소식통을 인용해, 희생자 가운데 '한국인들'이 포함됐다고 보도했으나, 대한민국 외교부는 방글라데시 정부에 확인한 결과 피해는 없는 것으로 최종 확인됐다고 밝혔다.
| 국적       | 사망자 수 |
| ---------- | --------- |
| 이탈리아   | 9         |
| 일본       | 7         |
| 방글라데시 | 4         |
| 인도       | 1         |
| 미국       | 1         |
| 합계       | 22        |

## 반응

### 이탈리아
이탈리아의 파올로 젠틸로니 외무장관은 자국민 9명이 사망, 1명이 실종됐다면서 "실종된 1명은 은신해 있거나 부상자 틈에 섞여 있을 것으로 추정한다"고 말했다.

### 일본
일본 정부는 7월 2일 일본인 7명이 사망했다고 공식 확인했다. 아베 신조 총리는 2일 오전 일본인이 희생된 것으로 파악되자, 2016년 참의원 선거의 자민당 홋카이도 유세 일정을 취소하고 비상 체제에 돌입해, 국가안전보장회의(NSC)를 개최하여 관련 부처들을 상대로 공조하고 국제사회와 협력할 것을 주문했다. 더불어 일본인 희생자 가족들이 다카로 갈 수 있도록 조율토록 했다. 아베 총리는 언론 브리핑에서 다카 참사를 '비인간적인 만행'으로 규정하고, 실종된 국민들을 찾기 위해 가능한 모든 일을 할 것이며, 사망자 신원 등의 관련 정보들을 최대한 빨리 확보할 수 있도록 노력할 것이라고 약속했다.

### 미국
7월 2일 조시 어니스트 미국 백악관 대변인은 희생된 인질 20명 가운데 자국민 1명이 포함됐다며 "끔찍한 테러 행위"를 강도 높게 비판했다. 조시 대변인은 2일 발표한 성명에서 "우리는 이번 테러와 관련해 방글라데시 당국과 계속 접촉하고 있으며 어떤 도움이라도 제공하겠다는 뜻을 밝혔다"며, "이런 테러는 비난받아야 마땅하며 미국은 방글라데시 그리고 국제사회와 테러에 함께 맞설 것"이라고 밝혔다.